# Hardwar (distrikt)
Hardwar (eller Haridwar) är ett distrikt i den indiska delstaten Uttarakhand. Den administrativa huvudorten är staden Hardwar. Distriktets befolkning uppgick till nästan 1,5 miljoner invånare vid folkräkningen 2001. 

## Administrativ indelning
Distriktet är indelat i tre tehsil, en kommunliknande administrativ enhet:
- Hardwar
- Laksar
- Roorkee

## Urbanisering
Distriktets urbaniseringsgrad uppgick till 30,84 % vid folkräkningen 2001. Den största staden är huvudorten Hardwar. Ytterligare nio samhällen har urban status:
- Bharat Heavy Electricals Limited Ranipur, Dhandera, Jhabrera, Laksar, Landhaura, Manglaur, Mohanpur Mohammadpur, Roorkee, Roorkees garnisonsstad